# Bernard II de Lippe
Bernard II (allemand : Bernhard II. Herr zur Lippe ; château de Lipperode, c. 1140 – Mežotne, 30 avril 1224) fut seigneur de Lippe (nl) de 1167 jusqu'à 1196. Il a fondé les villes de Lippstadt et Lemgo. Il a aussi participé à la fondation de l'abbaye cistercienne de Marienfelde près de Harsewinkel (en Rhénanie-du-Nord-Westphalie).

## Biographie
Bernhard II était le fils d'Herman Ier de Lippe et le neveu de Bernard Ier de Lippe, qui furent les premiers à être appelés "Edle zur Lippe". Au cours de sa vie, il est devenu l'une des personnalités westphaliennes les plus importantes et les plus influentes de la période Staufer. Toute la souveraineté et les droits spéciaux des "Seigneurs de Lippe" lui sont probablement dus.

### Les années précédant la guerre de Saxe (1140-1177)
Avant de prendre ses fonctions en 1167, Bernard II a probablement fréquenté l'école de la cathédrale de Hildesheim (il n'y a pas de sources exactes à ce sujet), où il a ensuite travaillé comme chanoine. L'éducation qu'il reçut dans cette école dépasse alors celle des autres nobles de son époque. En 1163, après la mort de son frère aîné Henri, il est rappelé à diriger la seigneurie de Lippe. Il a reçu une éducation chevaleresque digne de son statut, probablement en partie à la cour d'Henri le Lion à Brunswick, et a été fait chevalier.
Il assuma la régence de Lippe après la mort de son père Herman Ier et du frère de celui-ci, Bernard Ier, devant Rome, partis dans l'armée de l'empereur Frédéric Barberousse. A cette époque, la seigneurie se composait déjà des terres d'origine de la famille près de la ville actuelle de Lippstadt et de grandes parties territoriales de l'état de Lippe. En 1167, il épousa Heilwig, comtesse d'Are, appartenant à la noblesse rhénane, et qui était liée à la maison des Hohenstaufen. L'oncle de sa femme, Frédéric d'Are, était alors évêque de Munster (1152-1168), devint un bon ami du jeune noble. Par son intermédiaire et celui de son cousin, Herman d'Are, l'abbé du monastère de Cappenberg, il y avait des liens relativement étroits avec l'archevêque de Cologne, Philippe Ier de Heinsberg, qui était le suzerain de Bernard.

### La guerre de Saxe
La période de 1177 à 1181 est marquée par la guerre de Saxe, qui culmine dans les divergences d'opinion entre le duc de Saxe, Henri le Lion, et l'archevêque de Cologne, Philippe de Heinsberg. Malgré ses liens étroits et la proximité physique de Cologne, Bernard II combattit avec son cousin Widukind de Rheda (de) en tant qu'allié d'Henri le Lion en Westphalie et attira ainsi l'inimitié de son suzerain et de la plupart des autres nobles de Westphalie. Pendant la guerre, Bernard II est devenu l'un des plus proches conseillers d'Henri le Lion. En même temps, cependant, il entretenait de bonnes relations avec le nouvel évêque de Münster, Hermann II (de), qui fut un proche conseiller de l'empereur Barberousse à partir de 1180 environ, pendant son mandat (1173 à 1202) et donc important pour Bernard II qui, après la fin de la guerre, est devenu un intermédiaire.
À partir de 1179, Bernard II détruit les possessions de l'archevêque de Cologne à proximité immédiate de ses terres. En particulier, Medebach, qui venait juste d'être achevée, a été rasée. La ville de Soest a pu repousser une attaque grâce aux remparts nouvellement construits. Par la suite, les troupes de Bernard se déplacèrent pour soutenir l'armée saxonne sous la direction du comte Gosselin Ier de Schwerin dans le Nord de la Westphalie contre une armée combinée des princes alliés de Cologne, de l'évêque d'Osnabrück et des comtes de Tecklenburg et Ravensbourg, à qui les comtes de Arnsberg et les comtes de Schwalenberg (de) sont venus à leur aide. L'armée saxonne a remporté cette bataille sur le Halerfeld, à dix kilomètres d'Osnabrück.
Après cette bataille, cependant, le centre des possessions de Bernard II, l'ancien quartier du marché près du Lippefurt (aujourd'hui Nicolaiviertel à Lippstadt), l'ancienne église Nicolas et son château ont été détruits au cours d'une avancée des habitants de Cologne contre les partisans d'Henri en 1177. Bernard II lui-même est expulsé et s'enfuit à la cour d'Henri le Lion. Grâce à ce dernier, Bernhard II a appris les bases de l'urbanisme, en particulier de l'ingénierie hydraulique. Il a recueilli ses impressions à Brunswick et Hildesheim, plus tard également dans la défense et l'expansion de la ville de Neuhaldensleben près de Magdebourg. Jusqu'en 1181, il défendit la forteresse ducale à Haldensleben, assiégée par les troupes de l'empereur Barberousse. Il a dû abandonner cette forteresse lorsque les opposants ont détourné la rivière Ohre (rivière) (de) et en ont inondé la forteresse. Bernard II et son entourage furent libres de se retirer.

### Les années entre 1181 et 1184
Henri le Lion a été ostracisé lors du jour du rassemblement de la cour (de) à Gelnhausen en 1180 et a dû quitter l'Allemagne. Dès lors, le parcours de vie traditionnel de Bernard II s'interrompt et ne reprend qu'en 1184. S'écartant du récit habituel, selon lequel Bernard II est retourné en terre de Lippe, l'historien Paul Leidinger suppose que Bernard II a accompagné le duc saxon en exil à la cour royale d'Angleterre en Normandie. Selon Leidinger, il n'en revint qu'en 1184 et rencontra l'archevêque de Cologne et le nouveau duc de Westphalie, Philippe de Heinsberg, à sa cour tenue à Cologne.
Leidinger justifie son récit de l'histoire par le fait qu'il existe des sources sur Widukind von Rheda pour l'époque en question, qui ne s'était jamais éloigné de Bernard II. Surtout, le document établissant le monastère de Marienfeld (Harsewinkel) (de) mentionne particulièrement la séparation des deux amis. De plus, un bas-relief de l'église Marie de Lippstadt montre manifestement Bernard II en pèlerinage à Saint-Jacques-de-Compostelle, qu'il aurait entrepris avec Henri le Lion.

### Le retour de Bernard II et la fondation de Lippstadt
Au retour de Bernard II, l'ancien quartier du marché sur la Lippe avait probablement déjà été reconstruit. Bien que Bernard ait toujours combattu aux côtés d'Henri le Lion dans les batailles précédentes, il avait encore le privilège, alors très rare, de pouvoir construire une ville au centre de ses possessions, avec la permission de l'empereur Barberousse. Celui-ci lui a été rendu au cours d'un entretien de clarifications avec Philippe de Heinsberg.
Peut-être Bernard II a-t-il rencontré l'empereur Barberousse à la Pentecôte 1184 lors de la fête impériale de Mayence ? Toute la noblesse du pays se réunissait avec son entourage pour la célébration de l'adoubement des fils de l'empereur ; selon différentes sources, entre 20 000 et 70 000 personnes se seraient rassemblées. Mais une tempête survient et la fête est annulée le lundi de Pentecôte. L'empereur se retire alors à Gelnhausen avec son entourage. Selon une tradition du poète Justinus Lippiensis[2], qui se penchera plus tard sur la vie de Bernard II dans son œuvre nommée Lippiflorum (Lippische Rose, d'après la rose héraldique des seigneurs de la Lippe), Bernhard II était également à cet événement festif. On dit qu'il a attiré l'attention de l'empereur par son attitude noble et lui a demandé d'exprimer un souhait. Le souhait de Bernard était d'être autorisé à construire une ville sur la Lippe, et Barberousse lui aurait accordé ce souhait. Cette histoire est certes présentée de manière quelque peu flatteuse, mais il ne fait guère de doute sur l'autorisation impériale de fonder la ville. C'est probablement grâce au conseiller de l'Empereur, l'évêque Hermann II de Munster, que cela s'est produit, et il a aussi probablement joué un rôle de médiateur auprès de l'archevêque de Cologne.
Bernard II a ensuite fondé la ville de Lippe (aujourd'hui Lippstadt dans le district de Soest) en 1185 (selon d'autres sources dès 1184) en tant que première ville planifiée de Westphalie. Suivant cet exemple, il fonde Lemgo en 1190 comme deuxième ville du Pays de Lippe. Pendant ce temps, Bernard II a également participé à la fondation du monastère de Marienfeld (1185).
Son ami Widukind von Rheda a participé à la troisième croisade avec l'empereur Barberousse en 1189 et y est mort. En tant qu'héritier de Widukind, Bernard a reçu le pouvoir sur Rheda et aussi le bailliage de l'Abbaye de Liesborn et de Freckenhorst.
Vers 1192, Bernard II obtint l'autorisation de construire le Falkenburg (de) sur le Falkenberg dans la zone d'interdiction forestière épiscopale, les droits étant répartis entre l'évêché de Paderborn et lui. En 1194, Bernard, incapable de gouverner en raison d'une maladie, cède le pouvoir à son fils Herman II de Lippe (* vers 1170) puis se retire comme moine au monastère cistercien de Marienfeld, qu'il a fondé en 1185. Vers 1210, il devint abbé de Daugavgrīva et enfin de 1218 à 1224, évêque de Sélonie dans les pays baltes. Bernard II meurt fin avril 1224, probablement à Selburg (de), la capitale de son diocèse, ou à Mežotne (Mesoythen). Il fut enterré au monastère de Daugavgrīva (Dünamünde) (de).

### La légende du châtiment de Dieu
Selon la tradition, Bernard a infligé beaucoup de souffrance et traité avec injustice ses sujets pendant son règne en volant et en brûlant. Pour cela, Dieu l'a puni d'une boiterie aux deux pieds. Le pénitent Bernard s'est alors humblement confié aux soins des moines cisterciens et, en raison de sa guérison, est également devenu lui-même moine cistercien[3].

### L'anecdote du manteau
Les compagnies de danseurs de ballet moderne racontent l'anecdote de Bernard issue des terres de Lippe. Selon cette histoire, Bernard serait arrivé trop tard à une fête.[4] Comme il n'y avait plus de sièges, Bernard et sa suite s'assirent sur leurs manteaux. Une fois la réunion terminée, ils ont laissé leurs manteaux. Lorsqu'il lui fut demandé pourquoi ils avaient laissé leurs manteaux, il a répondu qu'il n'était pas d'usage en Lippe d'emporter les meubles avec eux. Il est dit que le jour suivant il a reçu une place au conseil de l'empereur Barberousse.
Avec l'aide de Widukind de Rheda et d'autres nobles, il a fondé l'abbaye cistercienne de Marienfelde près de Harsewinkel.
En 1196, Bernard entra lui-même dans cette abbaye et en 1211 il devint abbé à Daugavgrīva en Courlande (aujourd'hui Jurmala en Lettonie). Enfin, en 1218, il devint évêque de Sélonie (aujourd'hui en Lettonie). C'est son fils Otto qui fut consacré évêque. Bernard consacra lui-même son fils Gérard II évêque de Brême-Hambourg en 1219.
En tant que bienheureux, sa fête est célébrée le 30 avril.

## Mariage et descendance
En 1167, Bernard se marie avec Heilwig (1150–1196), probablement la fille d'Otto, comte d'Are-Hochstaden. De cette union sont nés onze enfants qui ont tous atteint l'âge adulte.
Cinq fils :
- Herman II (1175 – 25 avril 1229).
- Otto II († 28 juillet 1227) ; évêque d'Utrecht à partir de 1215, tué à la Bataille de Ane.
- Bernard IV († 14 avril 1247) ; évêque de Paderborn à partir de 1228.
- Thierry († 28 juillet 1227) ; tué à la Bataille de Ane.
- Gérard II de Lippe (c. 1190 – 28 août 1258) ; archevêque de Brême à partir de 1219.

Six filles :
- Ethelind, abbesse de Bassum de c. 1224 à c. 1243.
- Gertrude II (de), abbesse l'abbaye impériale à Herford de 1217 à 1239.
- Kunigunde (de), abbesse de Freckenhorst de 1219 à c. 1225.
- Adelheid, mariée à Henri Ier d'Arnsberg (de)[1], puis une fois veuve elle devint abbesse à Elten.
- Heilwig (c. 1186 – après 1244), mariée à Godefroi II de Ziegenhain (de).
- Beatrix († 1244), mariée à Heidenrich Ier de Lutterberg.

Marguerite de Lippe († 1221) fait souvent partie des filles de Bernard II et d'une femme dont le nom est inconnu. Cette hypothèse reste non prouvée.

## Sources
Christian Koch: Curiam Celebrare – Die feierlichen Hoftage Friedrich Barbarossas ; Heinrich Heine Universität Düsseldorf/Philosophische Fakultät/Historisches Seminar I, 2005.